# 臣服
《屈服》（法語：Soumission，或譯《臣服》、《投降》）是法國作家米榭·韋勒貝克在2015年1月出版的小說，以法國在2022年變成一個伊斯蘭國家為背景。
該書的法文版初版印刷15萬冊，出版後迅即登上法國亞馬遜暢銷榜首位。出版首五天已售出12萬冊。
《屈服》的敏感題材使得它未出版已在法國引起話題，有人批評韋勒貝克的「極右驚嚇故事」煽動伊斯蘭恐懼症。2015年1月7日發生查理周刊总部枪击案後，韋勒貝克停止為自己的新小說宣傳。

## 故事概要
中年男人弗朗索瓦是巴黎第三大学的文學教授，是研究19世紀末法國小說家喬里-卡爾·于斯曼的專家，有一位年輕猶太女友米亞姆。弗朗索瓦·奥朗德在2022年法國總統選舉首輪投票落敗，第二輪投票是虛構的穆斯林政黨「穆斯林兄弟會」總統候選人穆罕默德·本·阿貝斯與國民陣線的马琳·勒庞之爭，結果阿貝斯當選法國總統，在原來政教分離的法國引入伊斯蘭教法，容許一夫多妻。弗朗索瓦為保教席，改信伊斯蘭教，而女友米亞姆則選擇移居以色列。

## 外部連結
- 法国小说家胡艾勒贝克新作《臣服》将问世 （页面存档备份，存于），RFI。